# Риттер, Пол
Са́ймон Пол Адамс (англ. Simon Paul Adams; 20 декабря 1966, Грейвзенд, Англия — 5 апреля 2021, Фавершам, Англия), профессионально известный как Пол Ри́ттер (англ. Paul Ritter) — британский актёр театра, кино и телевидения. Номинант на премии «Тони» и «Премию имени Лоренса Оливье». Одной из самых известных ролей актёра стала роль Анатолия Дятлова в телесериале «Чернобыль» (2019).

## Биография
Родился под именем Саймон Пол Адамс 20 декабря 1966 года в Грейвзенде, графство Кент. Отец — Кен Адамс, токарь и слесарь; мать Джоан (урожд. Муни) — школьный секретарь. Семья исповедовала католицизм, и у него было четыре старших сестры. Адамс учился в Грейвзендской грамматической школе, затем продолжил изучать немецкий и французский языки в колледже Святого Иоанна в Кембридже.
После окончания колледжа поступил в Немецкий драмтеатр в Гамбурге, Германия. Вернувшись в Великобританию, он взял сценический псевдоним Риттер, поскольку Саймон Адамс был уже зарегистрирован в актёрском профсоюзе Equity; кроме того он восхищался немецким актёром по фамилии Риттер.
Риттер учился вместе с актёром Стивеном Мэнгэном, с которым в 2009 году сыграл в пьесе «Норманские завоевания».

## Карьера
В его фильмографию входят такие фильмы, как «Квант милосердия» (2008), «Гарри Поттер и Принц-полукровка» (2009), «Большие надежды» (2012), «Орел Девятого легиона» (2011), «Инферно» (2016). С 2011 года играл главную роль в ситкоме «Пятничный ужин». В 2012 году Риттер сыграл роль Пистоля в телесериале «Пустая корона» по хроникам Шекспира («Генрих IV» часть 2 и «Генрих V»). В 2014 году исполнил главную роль в шпионском телесериале BBC «Игра». В 2019 году на телеканале HBO вышли два сериала с участием актёра: «Чернобыль», в котором Риттер исполняет роль Анатолия Дятлова, и «Екатерина Великая», где ему досталась роль полководца Александра Суворова.

## Личная жизнь и смерть
С 1996 года до своей смерти был женат на Полли Радклифф, научном сотруднике Королевского колледжа Лондона. У них было два сына, Фрэнк и Ноа.
Скончался 5 апреля 2021 года от опухоли мозга.

## Работы в театре
- 2002 — Берег утопии (Национальный театр); роли — Николай Кетчер, Карл Маркс
- 2005—2006 — Мальчик из приюта Корэм (Национальный театр); роль — Отис Гардинер[13] (номинация на премию Лоренса Оливье)
- 2008 — Норманские завоевания (Олд Вик); роль — Рег (номинация на премии Лоренса Оливье и «Тони»[14])
- 2012 — Загадочное ночное убийство собаки (Национальный театр); роль — Эд Бун[15]
- 2013 — Аудиенция (Гилгуд); роль — Джон Мэйджор[16]